# Le Garçon (film)
Pour plus de détails, voir Fiche technique et Distribution.
Le Garçon est une comédie dramatique française réalisée par Zabou Breitman et Florent Vassault et sortie en 2023,.

## Synopsis
À partir d'une enveloppe, contenant des photographies de famille, trouvée dans une brocante, deux personnes vont chercher à retracer l'histoire d'un garçon présent sur plusieurs de ces images. Ils décident d'en faire un film.

## Fiche technique
Sauf indication contraire, les informations mentionnées dans cette section peuvent être confirmées par les bases de données cinématographiques IMDb et Allociné,  présentes dans la section « Liens externes ».
- Titre original : Le Garçon
- Réalisation : Zabou Breitman et Florent Vassault
- Scénario : Zabou Breitman et Florent Vassault
- Musique : Alexis Rault
- Décors :
- Costumes :
- Photographie : Florent Vassault et Simon Feray
- Son : Ludovic Elias et Romain Lebras
- Montage : Florent Vassault
- Production : Mathieu Ageron, Maxime Delauney et Romain Rousseau
- Société de production : Nolita Cinema
- Société de distribution : Moonlight Films Distribution
- Budget : 1,08 million d'euros[4]
- Pays de production :  France
- Langue originale : français
- Format : couleur — 2,39:1 — son 5.1
- Genre : Comédie dramatique
- Durée : 97 minutes
- Dates de sortie :
  - France : 
    - 3 octobre 2023 (Bastia)
    - 26 mars 2025 (en salles)

  - Canada : 8 novembre 2024

## Distribution
- Damien Sobieraff
- Isabelle Nanty : la mère
- François Berléand : le père
- Nicolas Avinée
- Florence Muller : la tante
- Jean-Paul Bordes : l'oncle
- Sarah Thiery : Myriam

## Accueil

### Réception critique
Olivier Delcroix apprécie un « objet filmique non identifié fascinant ».

### Polémique
En mars 2025, la romancière Isabelle Monnin saisit la justice et envoie une assignation devant le tribunal judiciaire de Paris contre la société de production du film Nolita pour « parasitisme » et « contrefaçon ». En effet, elle a publié en 2015 un roman Les Gens dans l'enveloppe dont Nolita a acheté les droits d'adaptation mais le projet a été ensuite abandonné faute de financement. Isabelle Monnin accuse la société Nolita d'avoir détourné l'idée du Garçon et d'avoir continué à développer le film alors qu'elle n'en détenait plus les droits. De son côté, Nolita affirme que, mis à part le point de départ - des photos de famille chez un brocanteur - tout est différent dans les deux œuvres et que le scénario du Garçon est essentiellement la quête de l'identification d'une personne progressivement effacée de la vie de sa famille. Une audience est prévue le 3 juin.

## Distinctions
- Luchon Festival 2025[7]: Grand Prix documentaire[8]